# Lindner (Familienname)
Lindner ist ein Familienname, der in ganz Deutschland (besonders häufig im Südosten), in Österreich und seltener in der Schweiz vorkommt.

## Herkunft und Bedeutung
- Ländlicher Wohnstättenname: Ableitung von dem Baum Linde, wie z. B. in „An der Linde“ (Ratingen), „An der Linden“ (Hardenberg), „Auf der Linde“ (Drabenderhöhe), „Bei der Linde“ (Bern); besonders im Rheinland ist der Wohnplatzname Linde sehr häufig zu finden, während Linden häufiger in Bayern und Süddeutschland anzutreffen ist.
- Herkunftsname: abgeleitet von Lindenau, Kr. Landeshut, Kr. Grottkau und Lindenau (Oberlausitz)[1]
- Herkunftsname: abgeleitet vom Ortsnamen Linden, z. B. Linden, Kr. Brieg (alt Lindenow), Kr. Bunzlau und Kr. Glogau[1]
- Herkunftsname: abgeleitet von Linda, Kr. Lauban, Kr. Lindau und Kr. Freystadt[1]

## Varianten des Namens
- Lindtner, Lintner[2][3]
- Linde, Linden, Linder,[2][3] Linner[3]
- Lindener, Linderer[2]
- Leipner (slawisch lipa „Linde“), entspricht dem Wortsinn nach Lindner[1]
- Lindmann, Lindemann, Linnemann[2]

## Geographische Verteilung
- Bayern,[3] mit Schwerpunkt in der nördlichen Oberpfalz
- Österreich[3]
- Sachsen[3]
- Schlesien (Liegnitz, Görlitz, Sagan, Glatz, Neisse, Öls, Oppeln, Beuthen)[1]
- Thüringen[3]

## Namensträger

### A
- Adolf Lindner (Musiker, I) (1808–1867), deutscher Hornist
- Adolf Lindner (Musiker, II) (?–1926), deutscher Hornist
- Agathe Lindner-Welk (1892–1974), deutsche Schriftstellerin
- Albert Lindner (1831–1888), deutscher Dramatiker und Novellist
- Albin Lindner (auch Alwin Lindner; 1897–1961), deutscher Harfenist und Schlagzeuger
- Alfred Lindner (1896–1971), deutscher Archivar und Genealoge
- Alois Lindner (1887–nach 1943), deutscher Arbeiter und Attentäter
- Amanda Lindner (1868–1951), deutsche Schauspielerin
- Andreas Lindner (* 1962), deutscher Fußballspieler
- Andreas Lindner (Theologe) (* 1962), deutscher evangelischer Theologe, Kirchen-/Reformationshistoriker und Hochschullehrer
- Andreas Lindner (Musikwissenschaftler) (* 1968), österreichischer Musikwissenschaftler
- Angela Lindner (Politikerin) (* 1966), österreichische Politikerin (Grüne)
- Angela Wicharz-Lindner (* 1954), deutsche Übersetzerin
- Ann-Kathrin Lindner (* 1987), deutsche Golfspielerin und Golfcoach
- Annemarie Lindner (1920–2016), deutsche Unternehmerin
- Anne-Rose Lindner (* 1990), deutsche Fußballspielerin
- Anni E. Lindner (* 1980), deutsche Schriftstellerin und Heilsarmeeoffizierin
- Anton Lindner (Pseudonym Pierre d’Aubecq; 1874–1928), österreichischer Lyriker und Kritiker
- Anton Friedrich Lindner (1800–1841), österreichischer Höhlenforscher
- Arthur Lindner (1871–nach 1912), Kunsthistoriker
- August Lindner (Komponist) (1820–1878), deutscher Komponist und Violoncellist
- August Lindner (Militärhistoriker) (1893–1970), deutscher Verwaltungsangestellter und Militärhistoriker
- August Schmid-Lindner (1870–1959), deutscher Pianist und Komponist
- Axel Lindner (* 1980), deutscher Musiker

### B
- Benjamin Lindner (1694–1754), deutscher Geistlicher, Pietist und Schriftsteller
- Berend Lindner (* 1975), deutscher Jurist, politischer Beamter und Politiker (CDU)
- Bernd Lindner (Soziologe) (* 1952), deutscher Kultursoziologe, Historiker und Ausstellungskurator
- Bernd Lindner (Rudertrainer) (* 1956), deutscher Rudertrainer
- Bernhard Lindner (1921/1922–2010), deutscher Unternehmer
- Berthold Lindner (* 1937), deutscher Werbegrafiker und Formgestalter
- Bob Lindner, australischer Rugby-League-Spieler
- Bruno Lindner (1853–1930), deutscher Orientalist
- Burkhardt Lindner (1943–2015), deutscher Literaturwissenschaftler

### C
- Carl Lindner, deutscher Politiker, Mitglied des Sächsischen Landtags
- Carl Lindner, Jr. (1919–2011), US-amerikanischer Unternehmer
- Caspar Theophil Lindner (1705–1769), deutscher Mediziner, siehe Kaspar Gottlieb Lindner
- Christa Lindner-Braun (* 1943), deutsche Soziologin
- Christian Lindner (Journalist) (* 1959), deutscher Journalist
- Christian Lindner (* 1979), deutscher Politiker (FDP), MdL, ehem. MdB
- Christian August Lindner (1772–1832), deutscher Maler und Zeichner
- Claus Lindner (* 1959), deutscher Bildhauer
- Constanze Lindner (* 1973), deutsche Kabarettistin, Schauspielerin und Synchronsprecherin
- Curt Lindner (1877–1966), deutscher Unternehmer, Verbandsfunktionär und Politiker (DDP), siehe Kurt Lindner (Unternehmer)
- Curt Lindner (Mathematiker) (* 1938), US-amerikanischer Mathematiker

### D
- David Lindner (1604–1644), deutscher Rechtswissenschaftler
- Detlef Lindner (Politiker) (* 1963), deutscher Politiker (CDU)
- Detlef Lindner (Fußballspieler) (* 1964), deutscher Fußballspieler
- Dieter Lindner (Leichtathlet) (1937–2021), deutscher Leichtathlet
- Dieter Lindner (Fußballspieler) (1939–2024), deutscher Fußballspieler
- Dolf Lindner (1923–2014), österreichischer Journalist, Schriftsteller und Moderator
- Dominikus Lindner (1889–1974), deutscher Geistlicher und Kirchenrechtler
- Dörte Lindner (* 1974), deutsche Wasserspringerin

### E
- Eberhard Lindner (* 1930), deutscher Fußballspieler
- Eduard Lindner (1875–1947), österreichischer Politiker (SDAP)
- Eduard Lindner (Elektromeister) (1913–1987), deutscher Elektromeister
- Ehregott Friedrich Lindner (1733–1816), deutscher Mediziner
- Ekkehard Lindner (Chemiker) (* 1934), deutscher Chemiker und Hochschullehrer
- Ekkehard Lindner (Sozialwissenschaftler), deutscher Sozialwissenschaftler
- Elisabeth Lindner (* 1994), deutsche Violinistin
- Elisabeth Lindner-Wolff (* 1992), österreichische Politikerin und Winzerin
- Elsa Sturm-Lindner (1916–1988), deutsche Malerin, Grafikerin und Zeichnerin
- Emanuel Lindner (1905–1985), deutscher Architekt
- Erich Lindner (* 1920), deutscher Mediziner, ordentlicher Professor für Morphologie und Anatomie
- Ernst Lindner (Schriftsteller) (1826–1902), österreichisch-ungarischer Schriftsteller
- Ernst Lindner (Architekt) (1870–1956), Architekt in Bielsko-Biała und Wien
- Ernst Lindner (Politiker) (1873–1953), deutscher Kommunalpolitiker
- Ernst Lindner (Unternehmer) (1908–1984), deutscher Porzellanfabrikant und Firmengründer
- Ernst Lindner (Ingenieur) (1930–2016), deutscher Ingenieur und Hochschullehrer
- Ernst Lindner (Fußballspieler) (1935–2012), deutscher Fußballspieler
- Ernst Otto Lindner (1820–1867), deutscher Musikwissenschaftler und Schriftsteller
- Erwin Lindner (1888–1988), deutscher Entomologe
- Erwin Lindner-Bauer (* 1925), deutscher Kaufmann und Grafiker
- Ettore Lindner (1907–1979), italienischer Politiker
- Eugen Lindner (1858–1915), deutscher Komponist
- Eva Fritz-Lindner (1933–2017), deutsche Bildhauerin und Keramikerin
- Evelin Lindner (* 1954), deutsche Ärztin und Psychologin

### F
- Felix Lindner (1849–1917), deutscher Anglist
- Felix Lindner (Hacker) (* 1977), deutscher Hacker und Experte für Computersicherheit
- Ferdinand Lindner (1842–1906), deutscher Maler und Illustrator
- Ferdinand Gustav Lindner (1833–1893), deutscher Gymnasiallehrer und Altphilologe
- Franz Lindner († 1564), Unterstadtschreiber, Richter und Bürgermeister in Görlitz
- Friedrich Lindner (Komponist) (um 1542–1597), deutscher Komponist und Musikaliensammler
- Friedrich Lindner (Musiker) (1798–1846), deutscher Geiger und Klarinettist
- Friedrich Lindner (Schauspieler, 1875) (1875–1955), deutscher Theaterschauspieler
- Friedrich Lindner (Schauspieler, 1987) (* 1987), deutscher Schauspieler
- Friedrich Ludwig Lindner (1772–1845), deutscher Journalist, Autor und Mediziner
- Friedrich Otto Lindner (1863–1927), deutscher Architekt
- Friedrich Wilhelm Lindner (1779–1864), deutscher Theologe
- Fritz Lindner (1901–1977), deutscher Biochemiker
- Fritz Lindner (Fußballspieler) (* 1926), deutscher Fußballspieler

### G
- Georg Lindner (Politiker) (1925–2014), deutscher Jurist und Politiker (CDU)
- Georg Lindner (Skirennläufer) (* 1983), österreichisch-moldawischer Skirennfahrer
- Gerd Lindner-Bonelli (1922–2006), deutscher Mandolinenspieler
- Gerhard Lindner (General) (1896–1982), deutscher Generalmajor
- Gerhard Lindner (Politiker) (* 1929), deutscher Politiker (LDPD)
- Gerhard Lindner (Diplomat) (1930–2010), deutscher Diplomat
- Gerhard Lindner (Physiker) (* 1951), deutscher Physiker und Hochschullehrer; Präsident der Hochschule Coburg
- Gerhart Lindner (1925–2005), deutscher Phonetiker und Hochschullehrer
- Gottlob Emmanuel Lindner (1734–1818), deutscher Arzt und Theologe
- Gregor Lindner (1831–1917), böhmischer Stadtdechant, päpstlicher geheimer Kämmerer, Ehrenkanorikus, Erzpriester und Heimatforscher
- Gustav Adolf Lindner (1828–1887), österreichischer Pädagoge und Schriftsteller

### H
- Hanns Lindner (1885–1965), deutscher Maler und Kunstpädagoge
- Hans Lindner (Schauspieler) (1867–1949), deutscher Volksschauspieler und Gründer des Tegernseer Volkstheaters
- Hans Lindner (Maler) (1883–1944), deutscher Maler
- Hans Lindner (Mediziner) (1922–1982), deutsch-israelischer Endokrinologe
- Hans Lindner (Agrarwissenschaftler) (* 1926), deutscher Agrarwissenschaftler
- Hans Lindner (Politiker) (* 1926), österreichischer Politiker (ÖVP), Tiroler Landtagsabgeordneter
- Hans Lindner (Unternehmer) (* 1941), deutscher Unternehmer
- Hans Lindner (Rennfahrer), österreichischer Motorradrennfahrer
- Hans Lindner (* 1959), österreichischer Hammerwerfer und Bobfahrer, siehe Johann Lindner (Leichtathlet)
- Hans Lindner (Pharmazeut) (* 1963), deutscher Pharmazeut und Hochschullehrer
- Hans-Joachim Lindner (1910–1995), deutscher Ingenieur und Unternehmer
- Harald Lindner (Geophysiker) (1938–2014), deutscher Geophysiker und Hochschullehrer
- Harald Lindner (Fußballspieler) (* 1955), deutscher Fußballspieler
- Heike Lindner (* 1961), deutsche evangelische Theologin
- Heinrich Lindner (Lehrer) (1800–1861), deutscher Gymnasiallehrer und Bibliothekar
- Heinrich Lindner (Industrieller) (1857–1917), deutscher Industrieller
- Heinrich Lindner (Komponist) (1883–1944), österreichischer Techniker und Komponist
- Heinrich Lindner (Musiker) (1887–nach 1940), deutscher Violinist und Harfenist
- Heinrich Lindner (SS-Mitglied) (1893–1949), deutscher SS-Sturmbannführer
- Heinrich August Lindner (1705–1787), kursächsischer Hofbeamter und Genealoge
- Heinrich Robert Lindner (1851–1933), deutscher Eisenbahningenieur
- Heinz Lindner (Sportfunktionär) (1904–1982), deutscher Leichtathlet und Sportfunktionär
- Heinz Lindner (Historiker) (1916–nach 1986), deutscher Historiker und Hochschullehrer
- Heinz Lindner (Eiskunstläufer) (auch Heinz-Friedrich Lindner; 1928–2010), deutscher Eiskunstläufer und Eiskunstlauftrainer
- Heinz Lindner (Fußballspieler) (* 1990), österreichischer Fußballspieler
- Helga Lindner (1951–2021), deutsche Schwimmerin
- Helmut Lindner (Physiker) (1907–1983), deutscher Physiker und Hochschullehrer
- Helmut Lindner (Politiker) (1927–2002), deutscher Politiker (CDU)
- Helmut Lindner (Mediziner) (* 1945), deutscher Mediziner
- Helmut Lindner (Wirtschaftswissenschaftler) (1948–2005), deutscher Wirtschaftswissenschaftler
- Herbert Lindner (Unternehmer) (1892–1944), deutscher Werkzeugmaschinenfabrikant
- Herbert Lindner (Eishockeyspieler) (* 1942), deutscher Eishockeytorwart
- Herbert Lindner (Fechter) (* 1952), österreichischer Fechter
- Herlinde Lindner (* 1962), österreichische Sängerin
- Hermann Lindner (Ingenieur) (1905–1957), österreichischer Ingenieur, Erfinder und Unternehmer
- Hermann Lindner (Maler) (1934–2000), deutscher Maler und Grafiker
- Hermann Lindner (Fußballspieler) (* 1953), deutscher Fußballspieler
- Herta Lindner (1920–1943), deutsche Widerstandskämpferin
- Horst Lindner (* 1931), deutscher Diplomat
- Mano H. Lindner (Horst Lindner) (1953–2001), österreichischer Maler

### I
- Ines Lindner (1953–2022), deutsche Kunsthistorikerin

### J
- Jacob Lindner (1810–1889), deutscher Theatermeister und Architekt
- Jadwiga Lindner (1904–2005), polnische Pädagogin
- Jakob Lindner (1544–1606), deutscher Pädagoge
- Jan Lindner (* 1985), deutscher Schriftsteller
- Jarosław Lindner (* 1988), deutsch-polnischer Fußballspieler
- Jason Lindner (* 1973), US-amerikanischer Musiker, Arrangeur und Komponist
- Joachim Lindner (Schriftsteller) (1924–2024), deutscher Schriftsteller und Herausgeber
- Joachim Lindner (Ingenieur) (1938–2024), deutscher Bauingenieur und Hochschullehrer
- Joachim Lindner (Jurist) (* 1946), deutscher Jurist und Richter
- Johann Lindner (Kupferstecher) (1839–1906), deutscher Kupferstecher
- Johann Lindner (Leichtathlet) (* 1959), österreichischer Hammerwerfer und Bobfahrer
- Johann Lindner (Triathlet), österreichischer Triathlet
- Johann Gotthelf Lindner (1729–1776), deutscher Dichter und Ästhetiker
- Johann Gottlieb Lindner (1726–1811), deutscher Historiker
- Johann Joseph Friedrich Lindner (um 1730–nach 1789), deutscher Flötist
- Johann Traugott Lindner (1777–1856), deutscher Jurist und Chronist
- Johann Sigmund Lindner (1770–1827), erster rechtskundiger Bürgermeister von Erlangen
- Johannes Lindner (um 1450–um 1530), deutscher Dominikaner und Chronist
- Johannes Lindner (Schriftsteller) (1896–1985), österreichischer Lyriker und Erzähler
- Johannes Lindner (Mediziner) (* 1923), deutscher Pathologe und Hochschullehrer
- Josef Lindner (Musiker, vor 1857) (vor 1857–1916), deutscher Hornist, Violinist und Instrumentalpädagoge
- Josef Lindner (Chemiker) (1880–1951), österreichischer Chemiker und Hochschullehrer
- Josef Lindner (Musiker, 1894) (1894–1975), deutscher Posaunist
- Josef Lindner (Unternehmer) (1915–??), österreichischer Unternehmer
- Josef Franz Lindner (* 1966), deutscher Rechtswissenschaftler und Hochschullehrer
- Josefine Lindner (* 1988), deutsche Szenenbildnerin
- Joseph Lindner (Politiker, 1810) (1810–1875), österreichischer Politiker, Mitglied der Frankfurter Nationalversammlung
- Joseph Lindner (Politiker, 1825) (1825–1879), deutscher Geistlicher und Politiker, Mitglied des Reichstags
- Jürgen Lindner (* 1974), deutscher Physiker

### K
- Karl von Lindner (1831–1898), österreichischer Konteradmiral
- Karl Lindner (Ingenieur, 1835) (1835–1903), österreichischer Ingenieur
- Karl Lindner (Maler) (1871–1932), österreichischer Maler
- Karl Lindner (Mediziner, 1883) (Karl David Lindner; 1883–1961), österreichischer Augenarzt und Verbandsfunktionär
- Karl Lindner (Ingenieur, 1894) (1894–1980), österreichischer Ingenieur, Hochschullehrer und NS-Funktionär
- Karl H. Lindner (1952–2022), deutscher Anästhesist, Intensivmediziner und Hochschullehrer
- Karoline Lindner (1797–1863), deutsche Schauspielerin
- Kaspar Gottlieb Lindner (1705–1769), deutscher Arzt und Schriftsteller
- Katharina Lindner (1979–2019), deutsche Fußballspielerin
- Kathrin Lindner (* 1976), deutsche Schauspielerin
- Katrin Lindner (Sängerin) (* 1947), deutsche Sängerin und Malerin
- Katrin Lindner (Regisseurin), deutsche Theaterregisseurin
- Klaus Lindner (* 1935), deutscher Astronom, Pädagoge und Autor
- Klaus Lindner (Bibliothekar) (1937–2022), deutscher Bibliothekar und Kartograf
- Konstantin Lindner (* 1976), deutscher römisch-katholischer Theologe
- Kurt Lindner (Unternehmer) (1877–1966), deutscher Unternehmer
- Kurt Lindner (Jagdwissenschaftler) (1906–1987), deutscher Unternehmer und Jagdwissenschaftler

### L
- Lars Lindner (* 1972), deutscher Mediziner und Hochschullehrer
- László Lindner (1916–2004), ungarischer Schachspieler
- Laura Lindner (* 1994), deutsche Fußballspielerin
- Lilly Lindner (* 1985), deutsche Autorin
- Lin Lindner (* 1994), deutsche politisch aktive Person (Die Linke)
- Lothar Lindner (* 1928), deutscher Gewerkschafter (FDGB)
- Ludwig Lindner (1884–1977), deutscher Diplomat und Generalkonsul

### M
- Manfred Lindner (Archäologe) (1918–2007), deutscher Nervenarzt und Archäologe
- Manfred Lindner (Fußballspieler), deutscher Fußballspieler
- Manfred Lindner (Saxophonist) (* 1937), deutscher Jazzmusiker
- Manfred Lindner (Physiker) (* 1957), deutscher Physiker
- Manfred Lindner (Klarinettist), deutscher Klarinettist
- Magdalena Lindner (* 2000), österreichische Leichtathletin
- Marcus G. Lindner (* 1961), österreichischer Koch
- Marianne Lindner (1922–2016), deutsche Volksschauspielerin
- Marie Karchow-Lindner (1842–1914), deutsche Schauspielerin, Journalistin und Mäzenin
- Mario Lindner (* 1982), österreichischer Politiker (SPÖ)
- Markus Lindner (* 1970), österreichischer Schriftsteller und Künstler
- Marlies Lindner (* 1964), deutsche Juristin
- Martin Lindner (Theologe) († 1665), evangelisch-lutherischer Pfarrer und Lieddichter
- Martin Lindner (* 1964), deutscher Politiker (FDP)
- Martin Traugott Bruno Lindner (1853–1930), deutscher Indologe, siehe Bruno Lindner
- Mathilde Lindner (1815–1885), deutsche Sängerin, siehe Mathilde Häser
- Matthias Lindner (Fußballspieler, 1965) (* 1965), deutscher Fußballspieler
- Matthias Lindner (Gitarrist) (* 1967), deutscher Gitarrist und Komponist
- Matthias Lindner (Leichtathlet) (* 1987), deutscher Sprinter
- Matthias Lindner (Fußballspieler, 1988) (* 1988), österreichischer Fußballspieler
- Michael Lindner (Maler) (1880–1941), deutscher Maler
- Michael Lindner (Historiker) (* 1958), deutscher Historiker
- Michael Lindner (Politiker) (* 1983), österreichischer Politiker (SPÖ)
- Michaela Lindner (Norbert Lindner; * 1958), deutsche Politikerin (PDS/Die Linke)
- Monika Lindner (* 1944), österreichische Intendantin

### N
- NiMa Lindner (* 1981), deutsche Singer-Songwriterin, Gitarristin und Schlagzeugerin

### O
- Otto Lindner (Ingenieur) (1852–1945), deutsch/belgischer Ingenieur und Afrikaforscher
- Otto Lindner (Architekt) (1929–2020), deutscher Architekt und Unternehmer
- Otto Lindner (Fotograf), belgischer Fotograf
- Otto Lindner (Sportfunktionär), deutscher Präsident des Deutschen Schwimm-Verbandes e.V.

### P
- Patrick Lindner (* 1960), deutscher Schlagersänger
- Paul Lindner (Mikrobiologe) (1861–1945), deutscher Mikrobiologe
- Paul Lindner (Widerstandskämpfer) (1911–1969), deutscher Widerstandskämpfer
- Paul Lindner (Radsportler) (* 1963), österreichischer Radsportler
- Peter Lindner (1930–1964), deutscher Rennfahrer
- Peter Lindner (Journalist) (* 1975), deutscher Journalist
- Philipp Lindner (* 1995), österreichischer Eishockeyspieler
- Pirmin August Lindner (1848–1912), österreichischer Benediktiner und Historiker

### R
- Rainer Lindner (* 1966), deutscher Manager
- Rainer Lindner (Turner) (1968–2014), deutscher Turner
- Reinhard Lindner (* 1960), deutscher Neurologe, Psychiater, Hochschullehrer für Theorie, Empirie und Methoden der Sozialen Therapie
- Reinhardt Lindner (* 1945), deutscher Fußballspieler
- Reinhold Lindner (Fußballspieler) (1937–2015), deutscher Fußballspieler
- Reinhold Lindner (Journalist) (* 1937), deutscher Journalist und Autor
- Richard Lindner (1901–1978), US-amerikanischer Maler
- Robert Lindner (Schauspieler) (1916–1967), österreichischer Schauspieler
- Roland Lindner (Chemiker) (1921–nach 2002), deutscher Hochschullehrer für Kern- und Radiochemie
- Roland Lindner (Diplomat) (1937–2022), deutscher Diplomat
- Roland Lindner (Politiker) (* 1937), Schweizer Politiker
- Roland Lindner (Journalist) (* 1970), deutscher Journalist
- Rolf Lindner (* 1945), deutscher Soziologe und Volkskundler
- Rolf Lindner (Physiker) (* 1964), deutscher Physiker
- Romy Lindner (* 1967), deutsche Langstreckenläuferin
- Rudi Lindner (General) (1923–2012), deutscher Generalmajor
- Rudi Lindner (Bergsteiger) (Rudolf Ägyd Lindner; 1940–2024), österreichischer Bergsteiger
- Rudi Paul Lindner (* 1943), US-amerikanischer Historiker und Hochschullehrer
- Rudolf Lindner (Pädagoge, 1880) (1880–1964), deutscher Gehörlosenpädagoge
- Rudolf Lindner (Pädagoge, 1892) (1892–1973), deutscher Hornist, Musikpädagoge und Dirigent
- Rudolf Lindner (Graphologe) (1914–nach 1971), deutscher Graphologe und Verbandsfunktionär
- Rudolf Lindner (Lyriker) (* 1948), deutscher Lyriker
- Ruth Lindner (1954–2008), deutsche Klassische Archäologin

### S
- Salo Lindner, Geburtsname von Schlomo Lahat (1927–2014), israelischer Politiker
- Sławomir Lindner (1913–1982), polnischer Schauspieler
- Sophie Lindner (* 2002), deutsche Fußballspielerin
- Stephan H. Lindner (* 1961), deutscher Historiker

### T
- Theodor Lindner (1843–1919), deutscher Historiker
- Thomas Lindner (Theologe) (auch Thomas Tilianus; † 1564), deutscher Reformator und Autor
- Thomas Lindner (Unternehmer) (* 1951), deutscher Unternehmer, Verbandsfunktionär und Politiker
- Thomas Lindner (Künstler) (* 1961), deutscher Künstler
- Thomas Lindner (Manager) (* 1965), deutscher Verlagsmanager
- Thomas Lindner (Musiker) (* 1974), deutscher Musiker
- Tobias Lindner (Biathlet) (* 1961), deutscher Biathlet
- Tobias Lindner (Musiker) (* 1975), deutscher Kirchenmusiker, Cembalist und Hochschullehrer
- Tobias Lindner (Politiker) (* 1982), deutscher Politiker (Bündnis 90/Die Grünen)

### U
- Uli Lindner (* 1984), deutscher Rollenspielautor
- Ulrich Lindner (1938–2024), deutscher Fotograf
- Ulrike Lindner (* 1968), Professorin für die Geschichte Europas und des europäischen Kolonialismus
- Ute Lindner (Künstlerin) (* 1968), deutsche Künstlerin, Fotografin und Kuratorin
- Ute Lindner (Modedesignerin) (* 1958), deutsche Modedesignerin, Modegrafikerin und Modemanagerin

### V
- Viktor Lindner (1927–2014), österreichischer Fußballspieler
- Victor Karl Lindner (1856–1930), deutscher Architekt

### W
- Walter Lindner (Politiker) (1897–1975), deutscher Kaufmann und Politiker (DNVP, CDU)
- Walter Lindner (Parteifunktionär), österreichischer Parteifunktionär (KBÖ)
- Walter Lindner (Grafiker) (1936–2007), deutscher Grafiker und Maler
- Walter Johannes Lindner (* 1956), deutscher Diplomat
- Wanja Lindner (* 1971), deutscher Kunstradfahrtrainer
- Werner Lindner (1883–1964), deutscher Architekt und Heimatschützer
- Wilhelm Lindner (1884–1956), deutscher Redakteur und Politiker (DNVP, CSVP, CDU)
- Wilhelm Bruno Lindner (1814–1876), deutscher Theologe
- Willi Lindner (1910–1944), deutscher Fußballspieler
- Wolff Lindner (1934–2003), deutscher Schauspieler, Hörspielsprecher und Schauspiellehrer
- Wolfgang Lindner (1927–2025), Pseudonym des deutschen Filmregisseurs und Drehbuchautors Siegfried Hartmann
- Wolfgang Lindner (Chemiker) (* 1943), österreichischer Chemiker
- Wolfgang Lindner (Musiker, 1949) (1949–2008), österreichischer Musiker und Komponist
- Wolfgang Lindner (1949–2017), deutscher Schlagzeuger und Komponist, siehe Zabba Lindner
- Wolfgang Lindner (Musiker, 1952) (* 1952), österreichischer Musiker und Komponist
- Wolfgang Lindner (Leichtathlet), deutscher Leichtathlet
- Wolfgang Lindner (Musiker, 1956) (* 1956), deutscher Organist und Komponist
- Wolfgang Lindner (Stuntman) (* 1956), deutscher Stuntman und Schauspieler
- Wolfgang Lindner junior (* 1981), österreichischer Musiker, Produzent und Verleger
- Wolfram Lindner (1941–2010), deutscher Radsporttrainer
- Wulf-Volker Lindner (* 1938), deutscher evangelischer Theologe, Psychoanalytiker und Hochschullehrer

### Z
- Zabba Lindner (Wolfgang Lindner; 1949–2017), deutscher Schlagzeuger und Komponist